# شرکت بیمه اوراسیا
شرکت بیمه اوراسیا (روسی: Евразия Страховая компания) شرکت خدمات مالی و بیمه قزاقستانی است، که در سال ۱۹۹۵ تأسیس شد.